# NGC 5754

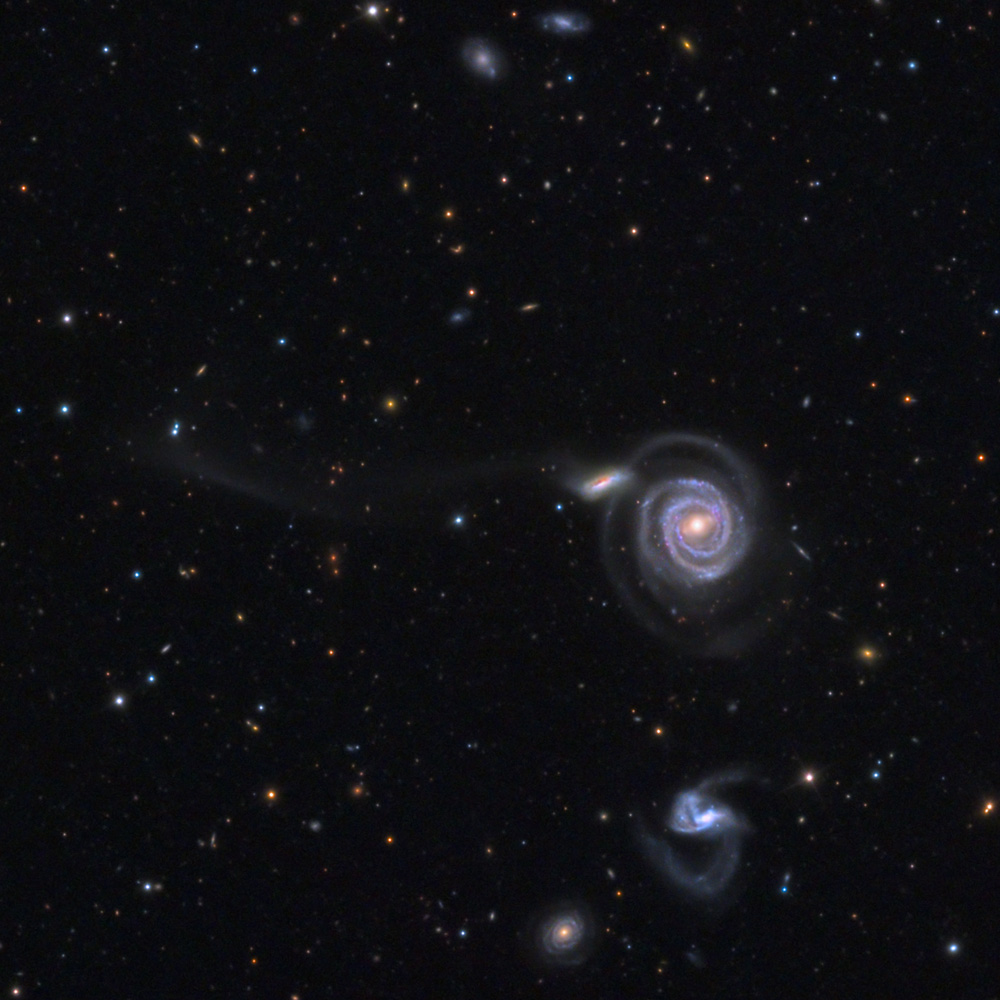
NGC 5754 and associated galaxies, Schulman Foundation 32 inch telescope on Mt. Lemmon, AZ, courtesy Adam Block

NGC 5754是一個距離地球約2.18億光年的棒旋星系，在天球上位於牧夫座。該星系為阿普297交互作用星系群的成員星系，除了NGC 5754，該群還包含了星系 NGC 5752、NGC 5753、NGC 5755。

## 外部連結
- Distance（页面存档备份，存于）
- Image NGC 5754
- WikiSky上关于NGC 5754的内容：DSS2, SDSS, GALEX, IRAS, 氢α, X射线, 天文照片, 天图, 文章和图片
- SIMBAD data（页面存档备份，存于）